# Ryō Nurishi
Ryō Nurishi (japanisch 塗師 亮 Nurishi Ryō; * 1. Mai 1986 in der Präfektur Kanagawa) ist ein ehemaliger japanischer Fußballspieler.

## Karriere
Nurishi erlernte das Fußballspielen in der Jugendmannschaft von Tokyo Verdy. Seinen ersten Vertrag unterschrieb er 2005 bei Tokyo Verdy. Der Verein spielte in der höchsten Liga des Landes, der J1 League. Am Ende der Saison 2005 stieg der Verein in die J2 League ab. Für den Verein absolvierte er zwei Erstligaspiele. Danach spielte er bei Okinawa Kariyushi FC. 2010 kehrte er zu Tokyo Verdy zurück. Ende 2011 beendete er seine Karriere als Fußballspieler.